# Abdelhamid Aouad
Pour les articles homonymes, voir Aouad.
Abdelhamid Aouad est un homme politique marocain. Il a été Ministre délégué auprès du Premier ministre chargé de la Prévision économique et du Plan dans le Gouvernement Abderrahman el-Youssoufi.
Il a été député à la circonscription Rabat-Océan qu'il a perdue lors de l'élection parlementaire de 2007 au Maroc.